# 쿠투투
쿠투투(키릴 문자:Хутагт, ? ~ ?) 혹은 쿠툭투는 몽골 제국의 황족으로 칭기즈 칸의 넷째 아들인 툴루이 칸의 둘째 아들 혹은 셋째 아들이며 혹은 서자이다. 한자식 이름은 홀도도(忽覩都) 혹은 홀도독(忽覩禿)으로 표시된다.
남자 후손을 남기지 못하고 일찍 요절했으나, 그의 딸 케르미시 아카와 옹기라트부 사르치다이 큐레겐의 딸이 킵차크 한국 만그 티무르의 왕비가 되었다. 쿠빌라이 칸과 카이두의 전쟁에서 킵차크 한국이 쿠빌라이 칸을 지지하는데 영향을 줬다 한다.

## 생애
생년월일은 미상이다. 몽골 제국 칭기즈 칸의 넷째 아들인 툴루이 칸의 둘째 아들이라는 설과 셋째 아들이라는 설이 있다. 이름이 전하지 않는 일찍 요절한 형제가 그의 형인지 동생인지는 불분명하다. 그의 어머니는 생모 미상이라는 설과 소르칵타니 베키라는 설이 있다. 페르시아계 사서 집사에 의하면 툴루이 칸의 첩으로 나이만족 출신 서요의 군주 쿠츨루크의 딸 링굼 카툰 혹은 링구움 카툰이 쿠투투의 생모라 한다. 링굼 카툰 혹은 링구움 카툰은 페르시아계 사서 집사에 이름이 전하는데, 쿠츨루크와 서요 군주 야율직로고의 딸 혼홀공주의 딸이다.
생년월일을 미상이나 그는 몽케 칸의 동생이고, 쿠빌라이 칸, 훌라구 칸, 아리크부카에게는 형이 된다 한다.
오고타이 칸의 재위 시, 오고타이 칸의 아들 쿠추를 남송 정벌군의 최고 사령관으로 임명해 내려보냈다. 그의 형제 몽케와 보쿠추가 참여한 서방 원정이 일부 성공한 반면, 남송 원정군은 오고타이 칸의 아들 쿠추의 진중 사망으로 실패 하고 말았다. 남송 원정 실패 후 쿠투투의 행적은 불분명하다. 남송 장군 맹홍(孟珙)과의 전투에서 사망한다.
그는 일찍 요절했고, 아들이 없이 사망했다. 혹은 원사, 원사연의에는 그의 남자 후손에 대한 기록이 없다. 그러나  그의 딸 케르미시 아카와 옹기라트부 사르치다이 큐레겐의 딸 올제이 카툰은 쿠투투의 사촌 킵차크 한국의 칸 바투 칸의 손자인 칸 만그 티무르의 왕비가 되고, 금장 한국 토크타 칸의 어머니가 되었다. 쿠빌라이 칸과 카이두의 전쟁에서 킵차크 한국이 쿠빌라이 칸을 지지하는데 영향을 줬다 한다. 그의 외손녀를 통해 원나라와 킵차크 한국의 동맹이 강화되는데 기여하였다.

## 같이 보기
- 툴루이 칸
- 보쿠추
- 무가